# 7871 Tunder
7871 Tunder è un asteroide della fascia principale. Scoperto nel 1990, presenta un'orbita caratterizzata da un semiasse maggiore pari a 2,3422146 UA e da un'eccentricità di 0,0844046, inclinata di 4,45716° rispetto all'eclittica.